# Gustavo Romano
Gustavo Romano es artista visual argentino que se desenvuelve en diversos medios y prácticas como el arte de acción, el net.art, el vídeo, la instalación y la fotografía. Utiliza dispositivos de nuestro presente mediático así como objetos de uso cotidiano, aunque los desvía de su uso normal, los adultera, los desordena, proponiendo una reflexión acerca de nuestras rutinas y roles en la sociedad.
En 2002 recibió el Premio Konex - Diploma al Mérito en la disciplina Arte Digital. En 2006 recibe la Beca Guggenheim. Nacido en Buenos Aires, vive y trabaja en Madrid. 
Sus obras forman parte de varias colecciones: New Museum of Contemporary Art, New York; Fundación Arco; MEIAC, Badajoz; Museo de Arte Moderno de Buenos Aires; Museo Nacional de Bellas Artes de Buenos Aires, Museo de Arte Contemporáneo de Rosario y varias colecciones privadas.

## Proyectos
Romano forma parte de la generación de artistas neoconceptuales que surgió a mediados de los años 90 en Buenos Aires. En su trabajo, comenzó a hacer un uso cada vez más frecuente de las nuevas tecnologías transformándose en un referente local en este campo.
Su proyecto "IP Poetry" se basa en la creación de robots conectados a Internet que recitan poesía generada en tiempo real sobre la base de material textual que el sistema busca en la web. El proyecto obtuvo el premio para producción del certamen Vida 7.0 de la Fundación Telefónica de España, la Beca Guggenheim, y el apoyo de la Fundación Telefónica de Buenos Aires. Fue inaugurado en la I Bienal del Fin del Mundo en 2007 y ha participado en numerosos eventos y centros internacionales como el Instituto Cervantes de Beijing, el de Nueva York, el Festival Travelling, Rennes, Francia o el Festival Kosmopolis 08, Centro de Cultura Contemporánea de Barcelona.
El proyecto "Time Notes" consiste en una serie de acciones en espacios públicos que ha ido realizando desde 2004,  utilizando un nuevo sistema de dinero basado en unidades temporales (billetes de 1 año, 7 días, 60 minutos, etc.). Proponiendo una reflexión acerca del sistema de intercambio social y del valor del tiempo y del dinero, realizó diferentes acciones en ciudades como Berlín, Singapur, Rostock, Vigo, México, Buenos Aires, San José, Silicon Valley, Múnich, Madrid.  Una de las más difundidas ha sido la Oficina de Reintegro de Tiempo Perdido, acción en la que una improvisada oficina es montada en plena calle, ofreciendo devolver a las personas que se acercan al puesto, el tiempo que les fue robado o cedido involuntariamente o también aquel tiempo perdido por decisiones equivocadas.
En 2009 comienza el proyecto "Psychoeconomy!" , una plataforma artística de debate e investigación que propone un enfoque alternativo sobre temas globales. Cada edición incluye una reunión de artistas, un evento público y una publicación. En la primera edición se realizó el "Corporate Summit 2010", una cumbre cuyo objetivo discutir la crisis financiera internacional y los sistemas de intercambio monetario imperantes. Para ello se reunieron cuatro artistas (directores ejecutivos de sus propias corporaciones ficticias) y redactaron la "Declaración de Madrid", presentada en un acto público en Matadero Madrid. Los artistas fueron Daniel García Andújar, Fran Ilich, Georg Zoche y Gustavo Romano.

## Exhibiciones
Ha participado en numerosos eventos internacionales como la Videonale 11, Bonn; la I Bienal del Fin del Mundo, Ushuaia; la I Bienal de Singapur; la VII Bienal de La Habana; la II Bienal del Mercosur, Porto Alegre; la I Bienal de Lima.
Ha desarrollado acciones e intervenciones en diversos eventos de arte público entre los que se destacan Madrid Abierto 2010, Transitio MX, Laboratorio Arte Alameda, México; Art Goes Heilegendamm, Rostock.
Ha participado en festivales de arte electrónico como Transmediale 2003, Berlín; Videobrasil 2005 and FILE 2001, Sao Paulo; Interferences, Montbéliard; Ars Electronica 1997, Viena.
En 2008 presentó “Sabotaje en la Máquina Abstracta”, una muestra retrospectiva de diez años de trabajos en el MEIAC de Badajoz, España. 

## Proyectos colectivos, de gestión y comisariados
Inició y desarrolló en 1995 el espacio virtual Fin del Mundo, la primera plataforma de exhibición y difusión de arte en red en Latinoamérica, que reunió trabajos de artistas argentinos desarrollados especialmente para la web. Entre estos artistas se hallaban Belén Gache, Carlos Trilnick, Jorge Haro, Martín Weber, Margarita Paksa entre otros.
Fue el propulsor de LIMbØ, un laboratorio independiente de arte y nuevos medios que funcionó a partir del año 2002 en el Museo de Arte Moderno de Buenos Aires, y que a través de una gestión conjunta con la Fundación Telefónica de Argentina, instauró por primera vez un premio a proyectos de nuevas tecnologías en la Argentina. Este premio, del cual fue jurado, fue uno de los pilares para toda una nueva generación de artistas electrónicos en dicho país.
Entre 2004 y 2009 fue comisario del Centro Virtual del Centro Cultural de España en Buenos Aires donde creó y dirigió su Medialab.
Desde 2008 es comisario del proyecto NETescopio, un archivo de obras de net art para el MEIAC de Badajoz, España.